# 里德爾 (印地安納州)
里德爾（英語：Riddle）是位於美國印地安納州克勞福德縣的一個非建制地區。該地的面積和人口皆未知。

## 地理
里德爾的座標為38°15′02″N 86°25′50″W / 38.25056°N 86.43056°W，而該地的平均海拔高度為231米（即758英尺）。